# Aleksander Promet

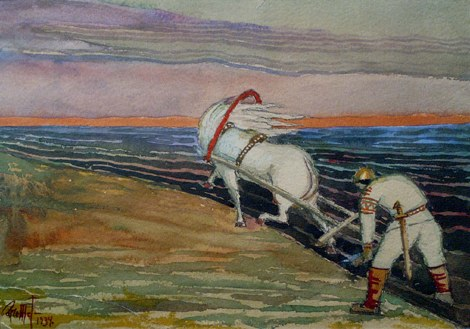
Kalevipoeg beim Pflügen. Aquarell, 1934

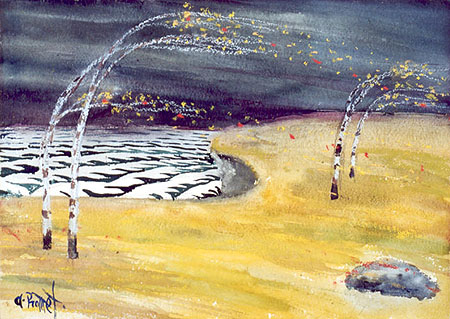
Der Sturm. Aquarell, 1920er Jahre

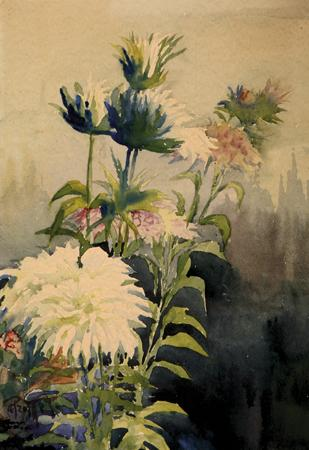
Weiße Chrysanthemen. Aquarell, 1920er oder 1930er Jahre

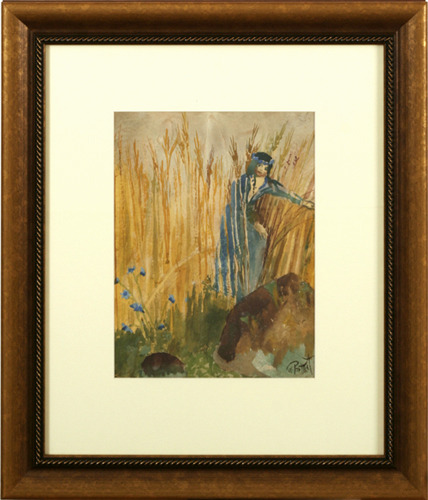
Kornblumen (Inselmädchen). Aquarell, 1925

Aleksander Promet (* 29. Oktoberjul. / 10. November 1879greg. in Joala (Joachimsthal) bei Narva; † 18. September 1938 in Tallinn) war ein estnischer Kunstmaler und Graphiker.

## Leben
Aleksander Promet wurde in eine Arbeiterfamilie geboren. Seine Eltern, Magnus Promet und Liisa Veimer, lebten in der Arbeitersiedlung der großen Narvaer Textilfabrik Kreenholm.
Von 1897 bis 1904 studierte Aleksander Promet an der Stieglitz'schen Kunstgewerbeschule (Санкт-Петербургская государственная художественно-промышленная академия имени А. Л. Штиглица) in der russischen Hauptstadt Sankt Petersburg. Er spezialisierte sich vor allem auf Textilkunst und besuchte mit einem Stipendium seiner Schule 1905/06 zahlreiche europäische Städte wie London, Brüssel und Paris.
1906 ging Promet in seine estnische Heimat zurück. Er gründete zunächst ein Kunststudio im livländischen Tartu. Aleksander Promet war Mitglied des 1907 von Ants Laikmaa gegründeten Estnischen Kunstvereins (Eesti Kunstiselts). 1909 nahm er an der II. estnischen Kunstausstellung in Tartu teil, wo besonders seine volksmotivischen Werke große Beachtung fanden. 1912 folgten Sonderausstellungen in Narva und Helsinki. Dann ließ er sich als Kunstlehrer in der estnischen Hauptstadt Tallinn nieder. Ab 1913 unterrichtete er Kunst in Russland. Von 1917 bis 1919 war er in Petrograd als freier Künstler tätig.
Während des Estnischen Freiheitskrieges gegen Sowjetrussland zog Promet im November 1919 endgültig nach Estland. Er war im damals zur Republik Estland gehörenden Petseri (1919–1922), in Tõrva (1922/23) und in Paldiski als Zeichenlehrer tätig. 1925 übersiedelte er nach Tallinn. Dort war er als freier Künstler und Privatdozent tätig.
Eng war Promet mit der estnischen Zeitschrift Linda und dem linksradikalen Verleger und Lyriker Juhan Lilienbach (1870–1928) verbunden. Seine Kunst blieb aber weitestgehend unpolitisch.
Aleksander Promet starb mit 58 Jahren in Tallinn. Er liegt neben seiner zweiten Frau Olga auf dem Liiva-Friedhof begraben.

## Kunst
Aleksander Promet wird dem „klassischen Modernismus“ der estnischen Kunst zugerechnet. Er wandte sich kurz vor Ausbruch des Ersten Weltkriegs gegen den „neomodernistischen Ansatz“ der Künstlergruppe Noor-Eesti („Junges Estland“).
Promet ist vor allem für seine Bilder bekannt geworden, die sich mit Themen der estnischen Folklore und der Mythologie beschäftigten. Hierzu gehören auch seine Szenen aus dem estnischen Nationalepos Kalevipoeg. Manche Werke verarbeiten alptraumhafte Szenen. Daneben gehörten Blumen- und Landschaftsmalerei zu seinen Schwerpunkten.

## Privatleben
Aleksander Promet heiratete 1911 die Pianistin Marianna Nowitskaja. Aus der Ehe ging ein Sohn hervor. Im Juni 1921 heiratete Promet in zweiter Ehe Olga Ivanova (1901–1983). Er ist der Vater der estnischen Schriftstellerin Lilli Promet (1922–2007).